# (30063) Jessicashi
(30063) Jessicashi est un astéroïde de la ceinture principale d'astéroïdes.

## Description
(30063) Jessicashi est un astéroïde de la ceinture principale d'astéroïdes. Il fut découvert le 10 mars 2000 à Socorro (Nouveau-Mexique) par le projet LINEAR. Il présente une orbite caractérisée par un demi-grand axe de 2,25 UA, une excentricité de 0,18 et une inclinaison de 3,2° par rapport à l'écliptique.

## Compléments